# この時代小説がすごい!
『この文庫書き下ろし時代小説がすごい!』（このぶんこかきおろしじだいしょうせつがすごい!）は、2009年に宝島社が出版した文庫書き下ろし時代小説のブックガイド。
2012年からは『この時代小説がすごい! 』と改題して、年度版で刊行されている。

## 書誌情報
- この文庫書き下ろし時代小説がすごい! 時代小説愛好会が選ぶベストシリーズ20（2009年4月10日）ISBN 978-4796669160
- この時代小説がすごい! 文庫書き下ろし版（2012年7月19日）ISBN 978-4796698795
- この時代小説がすごい! 2014年版（2013年12月9日）ISBN 978-4800219565
- この時代小説がすごい! 2015年版（2014年12月10日）ISBN 978-4800234612
- この時代小説がすごい! 2016年版（2015年12月10日）ISBN 978-4800248732

## この文庫書き下ろし時代小説がすごい!

### ベスト20
2008年1月1日から12月31日までに発行された、4巻までしか発行されていない新しいシリーズを対象に、時代小説愛好会と宝島社編集部の協議で決まった。
1. 奥右筆秘帳（上田秀人、講談社文庫）
2. 侠客銀蔵江戸噺（稲葉稔、ハルキ時代小説文庫）
3. 戻り舟同心（長谷川卓、学研M文庫）
4. 般若同心と変化小僧（小杉健治、ベスト時代文庫）
5. 甲子夜話秘録（楠木誠一郎、だいわ文庫）
6. 京奉行・長谷川平蔵（秋月達郎、ベスト時代文庫）
7. 素浪人稼業（藤井邦夫、祥伝社文庫）
8. 御赦し同心（木村友馨、祥伝社文庫）
9. 深川鞘番所（吉田雄亮、祥伝社文庫）
10. 影聞き浮世雲（坂岡真、徳間文庫）
11. 深川日向ごよみ（六道慧、双葉文庫）
12. 日本橋物語（森真沙子、二見時代小説文庫）
13. 家請人克次事件帖（築山桂、双葉文庫）
14. 本所竪川河岸瓦版（千野隆司、学研M文庫）
15. 偽者同心捕物控（早見俊、ハルキ時代小説文庫）
16. 福豆ざむらい事件帖（芦川淳一、学研M文庫）
17. 出戻り和馬償い険（中里融司、ハルキ時代小説文庫）
18. 本所剣客長屋（押川國秋、講談社文庫）
19. よろず稼業銑十郎（笠岡治次、ベスト時代文庫）
20. 天下御免の信十郎（幡大介、二見時代小説文庫）

### 殿堂入り作家
- 井川香四郎
- 風野真知雄
- 佐伯泰英
- 鈴木英治
- 鳥羽亮
- 藤原緋沙子